# Straža (gmina Šentrupert)
Straža – wieś w Słowenii, w gminie Šentrupert. W 2018 roku liczyła 99 mieszkańców.